# Венді Фрауд
Венді Фрауд (англ. Wendy Froud; уроджена Міденер; нар. 1954) — американська художниця ляльок, скульпторкаа, лялькарка та письменниця. Вона найбільш відома своєю роботою по виготовленню Йоди для фільму 1980 року «Зоряні війни: Імперія завдає удару у відповідь», за що її називали «матір'ю Йоди» та створінь для фільмів Джима Генсона «Темний кристал» і «Лабіринт».

## Раннє життя
Венді народилася в Детройті, штат Мічіган, у 1954 році в сім'ї художника та художниці 3D-колажів Маргарет «Пеггі» (уроджена Маккензі; 1925—2016) та скульптора та художника Волтера Міденера (1912—1998). Її батько був німецьким емігрантом, а мати була з Детройта.
Із п'ятирічного віку Венді почала виготовляти власних ляльок на основі її улюблених історій, включаючи «багато фавнів, сатирів, кентаврів та істот з крилами» з грецької міфології та казок.
Венді вивчала мистецтво та музику в Інтерлохенському центрі мистецтв. Вона відвідувала коледж мистецтва та дизайну при Центрі креативних досліджень, зосереджена на дизайні тканин і кераміці. У 1976 році вона отримала ступінь бакалавра образотворчого мистецтва.

## Кар'єра
Після закінчення навчання Венді переїхала до Нью-Йорка, де в 1978 році арт-директор «Маппетів» Майкл Фріт відвідав галерею з виставкою її ляльок і купив кілька як різдвяні подарунки для Джима Генсона. Вражений роботою Фрауд, Генсон залучив її для виготовлення ляльок для свого фільму «Темний кристал». Венді спроектувала та виліпила двох головних героїв фільму, гелфлінгів Джен і Кіру. Вона продовжувала працювати над кількома іншими проєктами Генсона, включаючи «Маппет-шоу», «Кіно про Мапетів» і «Лабіринт».
Під час тісної співпраці з Джимом Генсоном і Френком Озом над різними проєктами на Henson Studios пара запросила Венді приєднатися до команди, відповідальної за розробку й створення персонажа Йоди для фільму «Зоряні війни» 1980 року «Імперія завдає удару у відповідь». Її внесок включав створення прототипу ляльки для Йоди. Нік Мейлі, який працював над Йодою разом із Венді під керівництвом Стюарта Фріборна, згадав, що «внесок Венді у створення персонажа був другим після Стюарта, який наглядав за всіма істотами. Вона самотужки сформувала тіло з 1-дюймового листа піни. Вона сконструювала арматуру маріонетки з дерев'яного дюбеля, який надавав структуру рукам і ногам Йоди. Якщо я правильно пам'ятаю, вона змоделювала руки й ноги Йоди й самотужки виготовила „замінного Йоду“, повністю зробленого з пінопласту, який використовувався для вишикування прицілу під час налаштування камери. Я пам'ятаю, як вона також деякий час працювала над глиняною моделлю голови Йоди». Пізніше Венді стали називати «матір'ю Йоди». Вона допомагала Йоді в ляльководстві, керуючи гострими вухами.
Венді Фрауд працювала над анімаційним документальним фільмом 2009 року Mythic Journeys, ліпила та виготовляла ляльок за проєктами свого чоловіка Браєна Фрауда.
Венді виступила дизайнеркою концепції, персонажів і костюмів для серіалу Netflix «Темний кристал: Доба опору» 2019 року.

### Книги
Художні роботи Венді представлені в трьох книгах для дітей у поєднанні з оповіданнями авторки фентезі Террі Віндлінг: «Казка літньої ночі» (1999), «Зимова дитина» (2001) і «Феї весняної хати» (2003). Її перша сольна мистецька книга «Мистецтво Венді Фрауд» була опублікована в 2006 році у видавництві Imaginosis.
Венді є письменницею короткої прози та віршів, опублікованих у двох антологіях: «Sirens and Other Daemon Lovers» (1998) і «Погляд троля» (2009).. Як письменниця вона співпрацювала зі своїм чоловіком Брайаном Фраудом як ілюстратором над двома книгами, «Серце феї» (2010) і «Тролі» (2012), обидві опубліковані Abrams Books.

## Нагороди та номінації
У 2001 році Венді та її чоловік отримали нагороду Inkpot від Comic-Con International. Її двічі номінували на премію Чеслі за найкраще тривимірне мистецтво: у 2001 році за її твір «Готська фея» і в 2002 році за «Друг Нарнії». Разом із чоловіком вона двічі здобула 4 місце на премії Locus за найкращий артбук: за «Тролів» у 2013 році та за «Казкові історії Браяна Фрауда» у 2015 році.
У 2015 році Венді отримала нагороду за життєві досягнення на Портлендському кінофестивалі. Вона також була фіналісткою конкурсу World Fantasy Award 2020 як найкращий художник.

## Особисте життя

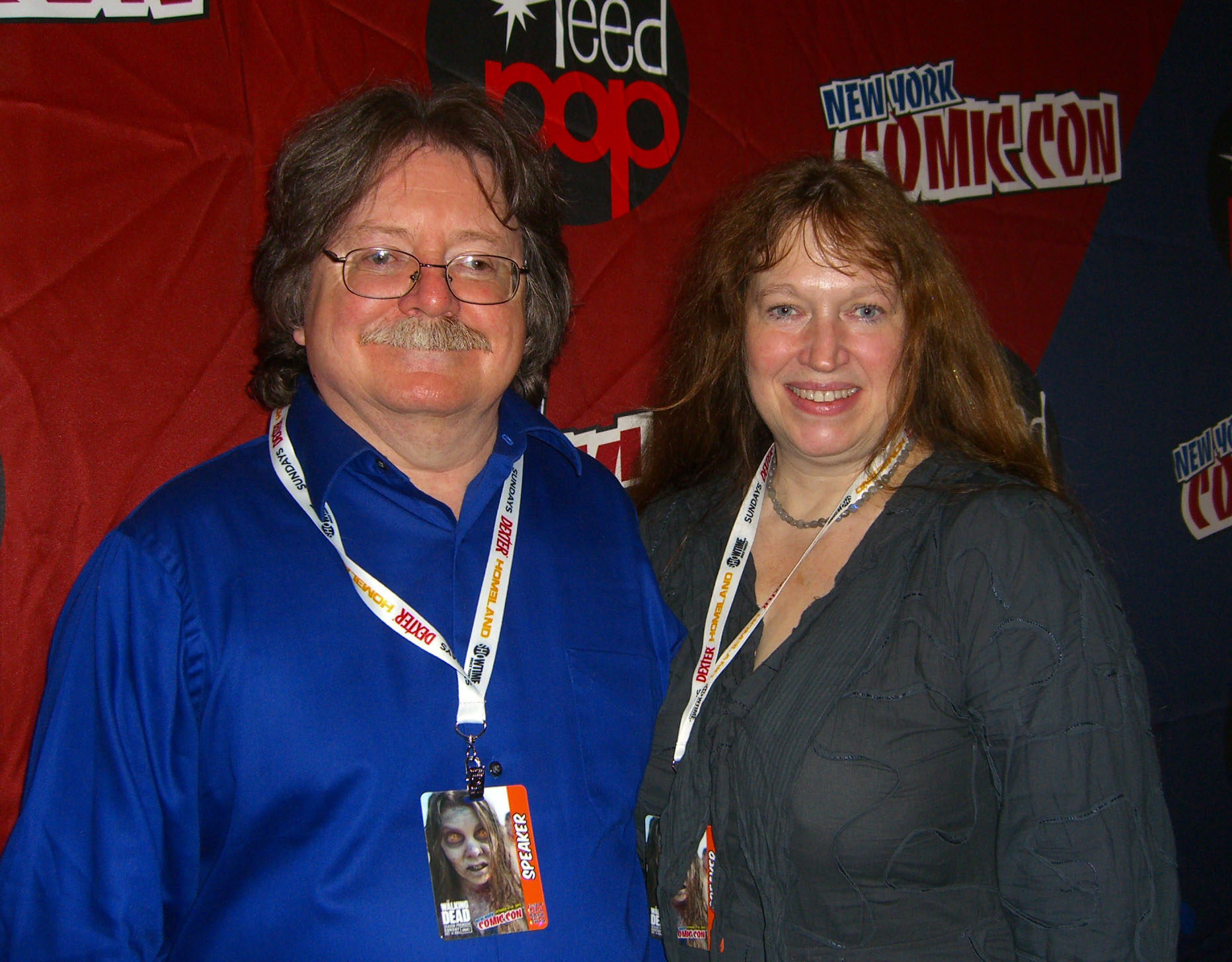
Венді Фрауд зі своїм чоловіком Браєном Фраудом на Comic Con в Нью-Йорку

Венді живе і працює в Девоні зі своїм чоловіком Браєном Фраудом, з яким вона познайомилася в 1978 році під час роботи над «Темним кристалом», концептуальним дизайнером якого він був. Вони одружилися в 1980 році в Чагфорді. Їхній син Тобі — візуальний художник, виконавець і режисер. Він знявся в «Лабіринті» у віці одного року, зігравши маленького брата Сари Тобі. Від свого сина Фрауд має онука Себастьяна.

## Фільмографія

### Фільми
- Маппет-фільм (1979) — дизайнер мапетів[39]
- Зоряні війни. Епізод V: Імперія завдає удару у відповідь (1980) — творчиня («Йоди»)[40]
- Темний кристал (1982) — керівниця дизайну та виготовлення істоти («Гельфлінги»)[41]
- Лабіринт (1986) — художниця майстерні істот («Сміттєва леді», «гобліни», «Чарівний лишайник» і «птахи»)[42]
- Міфічні мандрівки (2009) — дизайнерка і виробнийґ персонажів
- Вивчені уроки (2014) — редакторка сценарію/історії[43]

### Телебачення
- Маппет-шоу (1976—1982) — дизайнер мапетів для 5 епізодів між 1978 і 1979 роками
- Темний кристал: Доба опору (2019) — дизайнер персонажів/концепції[21] та асистент художника по костюмах[22]